# Medalha Mindlin
A Medalha Mindlin (em inglês:  Mindlin Medal) é uma honraria concedida pela Sociedade Americana de Engenheiros Civis (American Society of Civil Engineers - ASCE) em reconhecimento a contribuições significativas em mecânica dos sólidos aplicada.
Foi concedida a primeira vez em 2009.

## Laureados
- 2009: Jan Achenbach
- 2010: Frank Dimaggio
- 2011: Leon M. Keer
- 2012: Yih-Hsing Pao
- 2014: J. N. Reddy[1]
- 2015: Zdeněk Bažant
- 2018 James Robert Rice
- 2019 Roberto Ballarini